# Émilie Clepper
Émilie ou Emilie Clepper, née en 1986, est une auteure-compositrice-interprète québécoise aux origines texanes par son père. Elle chante principalement en anglais mais également en français, dans un style folk parfois teinté de country.

## Biographie
Émilie Clepper nait à Québec en 1986. Son père, Russell Clepper, est un musicien texan et sa mère est une québécoise née en Suisse. Russell est arrivé un jour à Québec en Westfalia, sans argent ni essence, et chantait devant le Château Frontenac, où il a rencontré sa mère. Émilie grandit dans un environnement rural à Saint-Jean-Chrysostome sur la Rive-Sud de Québec. Amalgame de deux langues et deux cultures, elle parle anglais avec son père et français avec sa mère.

### Début de carrière
Émilie Clepper est initiée à la musique par son père et ses deux frères ainés, Jason et Zachary, et commence à jouer de la guitare à 11 ans. À l'âge de 15 ans, elle accompagne son père en chantant dans les rues de Québec, où elle est déjà remarquée par un journaliste de Montréal venu couvrir le Sommet des Amériques de 2001. Elle chante également dans les rues avec son frère Jason, et, après le décès de celui-ci, est fréquemment accompagnée par son autre frère Zachary. Quand, durant son adolescence, son père retourne vivre au Texas, elle fait de fréquents séjours chez lui, à Austin, y passant une grande partie de l'hiver avant de revenir au Québec où elle étudie en horticulture.
À 20 ans, par l'entremise de Martin Têtu et de son organisme Action Culture, elle commence à chanter dans différentes salles de Québec. L'année suivante, en 2006, elle participe au Festival OFF de Québec, où elle est accompagnée de Kem Watts, une membre du groupe Moonchild dont elle fait partie au Texas. Le même été, elle participe également à l'International de musique folk de Québec.

### Premier album et carrière au Québec
En décembre 2007, Émilie Clepper sort un premier album intitulé Things May Come, produit de façon indépendante car, explique-t-elle, « Je suis plutôt réticente face aux compromis. J'aime mieux travailler à petite échelle pour ne pas nuire à mes valeurs profondes ». L'année suivante, dans le cadre du 400e anniversaire de Québec, elle se produit sur la Grande place de l'Espace 400e en première partie d'Emilie-Claire Barlow. Elle participe aussi au Festival d'été de Québec, passant en première partie de Feist le 5 juillet. À cette époque, elle est parfois décrite dans la presse comme « le secret le mieux gardé du Québec » (ou de Québec, selon la source),. Elle fait partie, en 2009, de la tournée Toutes les filles organisée par le ROSEQ (Réseau des organisateurs de salle de l'Est du Québec), en compagnie d'Andrea Lindsay, Josiane Paradis et Amélie Veille, et apparaît sur l'album issu de la tournée. Elle repart en tournée avec le ROSEQ en 2010, tout en préparant son second album.
Ce second album, intitulé What You See, sort en février 2011 et est produit par le guitariste Joe Grass. Tout en conservant son indépendance, Émilie Clepper bénéficie du soutien de la maison de disque La Tribu, de Montréal. Selon le journal La Presse, l'album démontre « une grande maturité musicale », « (l)a voix riche d’Emilie Clepper évoque celle de plusieurs artistes, mais de personne en particulier », et « (l)es chansons ont l’effet réconfortant d’un feu de foyer. ». Plus tard dans l'année, elle participe au festival South by Southwest à Austin, et est également présente au Festival de jazz de Montréal.
De nouveau en tournée avec le ROSEQ en 2013, Émilie Clepper prépare, toujours avec Joe Grass, un mini-album, Texas Eagle, qui sort à l'automne. Cette même année, elle chante avec Thomas Hellman sur un livre-disque destiné aux enfants, La mémé et la mouche, basé sur des chansons du folkloriste Alan Mills.

### Installation au Texas
Puis, au printemps 2014 Émilie Clepper s'installe au Texas, avec l'intention de s'y établir plus ou moins en permanence, afin d'y développer sa carrière. Au Texas, elle travaille avec une groupe de musiciens sous le nom de Emilie Clepper and the Coyotes avec lequel elle produit le EP Dirt and Bones en juin 2015. Elle participe de nouveau au South by Southwest en 2016 avec son groupe.

### Retour au Québec
Devenue mère vers 2016, Émilie Clepper décide de revenir s'installer au Québec avec son fils en 2018. Là, elle travaille sur un album en français qui était en préparation depuis au moins 2014. Sur des paroles de Sara Garneau, son amie depuis l'enfance, elle compose des chansons dans un style différent de son country-folk habituel, sans guitare et dominé par le piano et les synthétiseurs. L'album, intitulé Émilie Clepper et la Grande Migration, sort à l'automne 2018. La réalisation est de Benoit Pinette (Tire le coyote) et Stéphane Rancourt.
Par la suite, Émilie Clepper se consacre à un projet qui lui tenait à cœur depuis longtemps, soit de faire un album avec son père et basé sur les chansons de celui-ci. Plusieurs de ces chansons datent de l'enfance d'Émilie et n'ont jamais été enregistrées professionnellement. De nouveau avec la collaboration de Joe Grass, elle débute le travail préparatoire chez son père, qui demeure sur une île de l'État de Washington, puis tout est stoppé par la pandémie. Lorsque le travail peut reprendre, différentes sessions d'enregistrement ont lieu, dont en Louisiane avec le renommé violoniste cajun Joel Savoy (en). Le disque sort en octobre 2023, puis Émilie Clepper part en tournée au Québec, rejointe par son père au printemps 2024.